# Chrysolina levi
Chrysolina levi es un coleóptero de la familia Chrysomelidae.
Fue descrita científicamente en 1990 por Ochrimenko.